# Borneophrys edwardinae
Borneophrys edwardinae es una especie  de anfibios de la familia Megophryidae.

## Distribución geográfica
Es endémica de Malasia Oriental.

## Estado de conservación
Se encuentra amenazada de extinción por la pérdida de su hábitat natural.